# Derek Prince
Peter Derek Vaughan Prince (n. 14 august 1915, Bangalore – d. 24 septembrie 2003, Ierusalim) a fost un învățător al Bibliei renumit pe plan internațional, ale cărui programe zilnice de radio, intitulate „Moștenirea Radiofonică a lui Derek Prince” (Derek Prince Legacy Radio - în limba engleză) (în prezent, găzduite de autorul Stephen Mansfield) au fost difuzate către jumătate din populația lumii, în diferite limbi. Aceste limbi sunt engleză, arabă, spaniolă, croată, rusă, patru dialecte ale limbii chineze și altele. El a fost, probabil, cel mai cunoscut în întreaga lume pentru învățăturile sale biblice despre demoni și sionismul creștin. A fost cel mai bine cunoscut în cercurile penticostale, deși învățătura lui este distinct non-denominațională, fapt care, a fost subliniat îndelung de slujirea sa din întreaga lume. Misiunea „Derek Prince Ministries” a funcționat și funcționează și astăzi sub sloganul „Ajungând la cei neevanghelizați și învățându-i pe cei neînvățați.”
Cărți publicate (traduse în limba română), exemple: 
- Soți și tați
- Chemare în Ierusalim
- Seria fundamentelor
- Eliberare biblică
- Binecuvântare sau blestem - tu alegi
- Darurile Duhului Sfânt
- Începutul înțelepciunii
- Chemați să fim învingători
- Botezul cu Duhul Sfânt - natura și scopul botezului
- Legile războiului spiritual
- Siguranță deplină
- Vindecare prin Cuvântul lui Dumnezeu
- Viață transformată prin putere spirituală
- Răscumpărat cu sânge
- Puterea Numelui Său
- Pus deoparte pentru Dumnezeu
- Legămîntul căsniciei
- Ești important pentru Dumnezeu

[ https://www.derekprince.ro/carti/ Derek Prince - cărți]
și multe altele
(cărțile menționate au fost publicate în România de Editura Neemia Brașov)